# Xuanxue
Xuanxue 玄學 ou Hsuan Hsue (littéralement, « apprentissage mystérieux »), parfois néotaoïsme, désigne un courant philosophique et culturel chinois classé dans le taoïsme, mais pouvant aussi être considéré comme un maillon dans l'évolution du confucianisme,, qui apparut au IIIe siècle au lendemain du démantèlement de l’empire Han et se poursuivit jusqu’au VIe siècle. Son nom, « école du mystère » ou « école de la profondeur », officialisé au Ve siècle dans le programme de l’académie impériale, viendrait d’une phrase de Laozi décrivant le dao comme « infiniment mystérieux/profond » . Le courant xuanxue n’est pas monolithique, mais présente une certaine diversité philosophique et comprend une composante culturelle centrée sur les joutes oratoires du qingtan ou « pure conversation ». Il a également influencé l’interprétation de la notion bouddhiste du vide, sunyata.
Au XXIe siècle, en dehors du contexte philosophique, le terme xuanxue désigne les techniques de divinations basées sur le Yijing, le yin-yang et les cinq éléments.

## Idées
Les penseurs de ce courant rejettent l’orthodoxie philosophico-politique du confucianisme Han, qui n’a pas pu empêcher la perte de l’empire. Le nouveau courant s’appuie en grande partie sur le Daodejing et le Zhuangzi, mais ses penseurs ne se voient en général pas comme des taoïstes opposés au confucianisme, beaucoup considérant Confucius comme le sage accompli qui a réellement compris la Voie. Néanmoins, ils ne conservent des textes confucéens que le Yijing et les Analectes et ils rejettent la glose phrase à phrase zhangju 章句 au profit d’une interprétation métaphysique et synthétique visant à mettre en évidence le sens profond. La capacité de la parole yan 言 à exprimer totalement ou non le sens yi 意 est ainsi un important sujet de débat. La majorité des philosophes xuanxue considèrent la parole comme limitée par rapport au sens.   
Dans le cadre du xuanxue a été développée une interprétation métaphysique cohérente du Daodejing, du Zhuangzi et du Yijing, « les trois traités du profond » dans laquelle le dao, identifié au wu (rien ou vide), est l’origine ontologique de toutes choses. Le commentaire que Wang Bi fit du Daodejing fera à partir du Xe siècle autorité et exercera une influence déterminante sur la façon dont cet ouvrage sera interprété. L'interprétation du Liezi a aussi subi l'influence du xuanxue à travers le commentaire de Zhang Zhan (330-400) .
Les conditions qui font un sage sont un autre domaine sur lequel se penchent les penseurs du courant ; ils proposent différentes opinions sur la part qu’y joue ce qu’on appellerait au XXIe siècle l’inné (nature xing 性 ou souffle qi 氣) et l’éducation. Les normes de conduite en vigueur sous les Han appelé mingjiao 名教 ne semblent plus capables de façonner les talents nécessaires. Cao Cao et son fils Cao Pi, qui s’intéressent aux théories légistes, taoïstes et de l’école des noms, préfèrent juger par eux-mêmes des capacités des candidats à la fonction publique. Les penseurs de l’époque proposent de s’appuyer sur la nature ziran 自然, qualité « taoïste » de ce qui est en harmonie avec le dao. Certains comme Wang Bi ne rejettent pas le mingjiao mais estiment qu’il doit se baser sur le ziran. Plus tard, avec l’intensification des luttes internes de palais et la perte de confiance des jeunes aristocrates envers la politique, apparaissent des hommes comme Ruan Ji ou Ji Kang qui rejettent totalement le mingjiao et préconisent de ne suivre que la nature ziran, même si celle-ci entraine vers des comportements réprouvés par le milieu social. Cela donne parfois au xuanxue un aspect de contreculture. 
L’opinion des historiens chinois sur le courant xuanxue fut longtemps négative, en particulier du fait de son association avec le qingtan franchement anti-confucéen, accusé d’avoir causé la perte du pays.

## Personnalités

### Wang Bi, He Yan, Guo Xiang

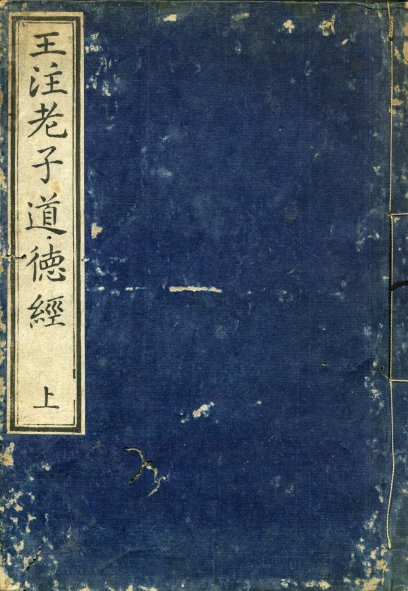
Dao De Jing commenté par Wang Bi

Selon Wang Bi et sans doute He Yan, le dao est l’origine première et se confond avec le wu (rien ou vide) qui donne naissance à toutes choses existantes you  selon la voie de la spontanéité ziran . Il convient donc d’adopter l’attitude de wuwei  (absence d’action dirigée) pour que les choses adviennent comme elles le devraient. En pratique, Wang Bi cherche une nouvelle voie pour le confucianisme. Pour lui comme pour He Yan, le dao se confond avec le Ciel, ordonnateur et arbitre suprême des confucéens. Suivre la spontanéité signifie réformer le système du mingjiao en le basant sur le ziran et non l’abandonner ; il suffit de le débarrasser des règles artificielles et sclérosées qui le déforment. Pour le gouvernant, wuwei signifie ne pas laisser ses désirs personnels faire obstacle au choix par ses subordonnés et la population d'administrateurs vertueux et capables, choix que Wang Bi considère comme la tendance sociale naturelle, la voie spontanée. Son modèle de sage est Confucius, selon lui « vide de préférences sans pour autant être inhumain ».
Quelques décennies plus tard, Guo Xiang reprend l’idée du dao équivalent au vide, mais sans donner à ce concept la valeur ontologique qu’il a chez Wang Bi. Pour lui, vide veut dire « inexistant », donc tous les daos particuliers se valent car il n'y a pas de dao premier. Il n’existe pas d’origine à l’univers qui se produit lui-même, les différents êtres et phénomènes apparaissant spontanément selon un mécanisme complexe de répartition de la force universelle appelée taiyi ou qi. Pour lui, la conclusion pratique sur le plan existentiel est que chacun doit se satisfaire de son lot, c’est là sa conception du wuwei. Intéressé par l’aspect spirituel du taoïsme au contraire de He Yan et Wang Bi, il propose aussi de se délivrer du carcan des pensées pour s’unir mystiquement au dao.
En pratique, le wuwei sera trop facilement confondu avec le laisser-faire comme le montre l'exemple du ministre Wang Yan dont le gouvernement calamiteux contribua à discréditer le xuanxue.

### Autres personnalités

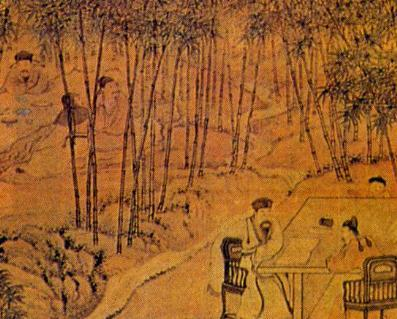
Les sept sages du bosquet de bambous, un aspect de la culture xuanxue

Xi Kang (223-263), l’un des « sept sages du bosquet de bambous », plus connu pour ses talents de poète et de musicien et son attitude non conformiste, est également l’auteur de textes philosophiques taoïstes dont le Yangshenglun  (Traité de l’ascèse), ou le Shisilun  (Sur l’abandon de l’intérêt égoïste) dans lequel il s’oppose entièrement au respect des conventions sociales et promeut l’attitude spontanée d’un esprit vide de désirs et d ‘ambition.
Xiang Xiu, autre membre des sept sages, est considéré par certains comme le véritable rédacteur du commentaire du Zhuangzi, que Guo Xiang aurait seulement achevé.
Zhong Hui (225–264), officier impérial responsable selon la tradition historique de la condamnation à mort de Xi Kang, est également l’auteur d’un commentaire du Dao De Jing et d’un traité sur le caixing  (talent et personnalité), autre thème important du xuanxue explorant les caractéristiques et conditions de la sagesse. Ce thème fut développé également par Liu Shao (168~172–240~249) dans Personnages 
Pei wei (267-300), alarmé par la menace que faisait courir au respect des rites la place centrale donnée au vide par He Yan et Wang Bi, rédigea le Chongyoulun  (Traité de la supériorité de l’existant [sur l’inexistant]) dans lequel il prend le contrepied de leur pensée.